# Josef Obermaier
Josef Obermaier (* 1956) ist ein österreichischer Jurist und Journalist. Er war von 1992 bis 1996 Chefredakteur der Fachzeitschrift Vinaria.

## Leben
Josef Obermaier studierte Rechtswissenschaften an der Universität Linz, wo er zum Dr. jur. promoviert wurde. Er machte eine Gerichtskarriere und avancierte zum Vizepräsidenten des Landesgerichts Wels. Über seine Tätigkeit als Jurist hinaus profilierte er sich als einer der prominentesten Weinjournalisten Österreichs. Er war im Jahr 1982 Mitgründer der österreichischen Fachzeitschrift Vinaria und fungierte von 1992 bis 1996 als deren Chefredakteur. Im Jahr 2000 verlieh ihm die Vinea Wachau den Steinfederpreis für Weinpublizistik. Im Jahr 2006 war er Mitbegründer der österreichischen Fachzeitschrift wein.pur. Für seine Verdienste um die Gerichtsbarkeit und die Weinkultur wurde Obermaier im Jahr 2016 mit der Goldenen Verdienstmedaille der Stadt Wels ausgezeichnet. Sein im Wiener Manz Verlag erschienenes Werk Das Kostenhandbuch. Kostenersatz im Zivilprozess und im Verfahren außer Streit wurde 2005 zum Manz-Fachbuch des Jahres gekürt. Es wurde in weiteren Auflagen aufgelegt und gilt als Standardwerk zum Kostenrecht.

## Auszeichnungen und Ehrungen
- 2000: Steinfederpreis für Weinpublizistik
- 2016: Goldene Verdienstmedaille der Stadt Wels[1]

## Schriften
- Das Kostenhandbuch. Kostenersatz im Zivilprozess und im Verfahren außer Streit. Manz Verlag, 1. Aufl., Wien 2005, ISBN 3214003860 (3. Auflage 2018).
- Zum Unterbleiben der Verlassenschaftsabhandlung. In: Österreichische Juristen-Zeitung 63/4, Wien 2008, S. 125–135.